# 八王子市歌
「八王子市歌」（はちおうじしか）は、東京都八王子市が制定した市歌である。作詞・北原白秋、作曲・山田耕筰。

## 解説
大正から昭和初期にかけて「黄金コンビ」と評された北原白秋の作詞・山田耕筰の作曲による市町村歌の1曲で、福島県の「福島市歌」、愛知県の「岡崎市歌」と並んで現行使用され続けている。1937年（昭和12年）の市制20周年を前に市歌制定が提唱され、当代随一の詩人であった白秋に作詞を依頼したとされる。歌詞の完成は同年6月刊の『全貌 白秋年纂 第5輯』によれば1936年（昭和11年）9月20日とされ、山田の作曲を得て同年内に制定された。
東京府では東京市が制定した「東京市歌」に次いで2番目、多摩地域では最初の制定であった「八王子市歌」は戦後に周辺の町村を編入合併しても変わらず存続しているが、1970年代には「時代の市民感情にマッチせず、環境情勢の大激変は、八王子市を内容的にも外観的にも変質させた」ことを理由に歌われなくなっていた。
1977年に八王子市子供会育成団体連絡協議会が自主製作し、永井豪がジャケットを描いた「八王子こども音頭」のシングル盤（規格品番：JPE-0005）のB面には「八王子市子ども会の歌」と合わせて市歌が収録されている。

## 歌詞
「八王子市歌」は歌詞・旋律のいずれも著作権の保護期間を満了し、パブリックドメインとなっている。
一、
黎明　響高く　桑の都　風は光れり
八王子　旺んなり　機業
新興の　意気に起つべし
八王子（八王子）　古るき我が土
奮へ（いよよ）　多摩のますらを
二、
水明　雲と碧く　桑の都　人は恵まる
八王子　豊かなり　機運
神龍の飛躍　故あり
八王子（八王子）　古るき我が土
奮へ（いよよ）　多摩のますらを
三、
清明　内つ国と　桑の都　山は横たふ
八王子　仰ぐべし　御陵
関東の　一の荘厳
八王子（八王子）　古るき我が土
奮へ（いよよ）　多摩のますらを

各節で繰り返される「桑の都」は西行の作とされる「浅川を渡れば富士の影清く桑の都に青嵐吹く」を踏まえており、八王子の雅称とされている。
2016年（平成28年）以降、市議会では男性を指す古語の「ますらを」が男女共同参画社会に反しており現代の価値観にそぐわないものとして廃止もしくは歌詞の改訂を行うべきであるとする質問が複数回にわたり行われている。